# II. Suttarna
II. Suttarna Mitanni királya az i. e. 14. században, I. Artatama fia és örököse.
Uralkodása idején Mitanni rövid időre elvesztette Kizzuvatnát és Kelet-Anatóliát. de a Hettita Birodalom belső válsága és a nyugati fenyegetettsége miatt ezek visszakerültek hurri fennhatóság alá. A hettitákkal már Artatama idejétől állandó konfliktusban álltak, mivel Mitanni elzárta Hattit az észak-szíriai expanzió lehetőségétől, sőt a hurri befolyás igen erős volt Anatólia keleti részén, még Hattuszaszhoz közel is kimutatható.
Suttarna neve feltűnik az Amarna-levelekben, Kiluhepa nevű leányát III. Amenhotephez adta feleségül. Ez Amenhotep 10. uralkodási évében történt (i. e. 1382 körül), ami jól datálja Suttarnát. Ebben az időben Hattiban I. (II.) Tudhalijasz uralkodott, aki Szapinuvába helyezte székhelyét, amely település korábban hurri fennhatóság alatt volt. Azonban Hattit a kaszkák betörései kötötték le, ezért Mitanni viszonylag szabadon mozgott az észak-szíriai térségben. Kiterjedt egészen az Orontészig, Alalah és Katna is uralma alá tartozott. Tudhalijasz hadserege megpróbálkozott Mitanni északi határvidékén hódítással, de vereséget szenvedtek. Ugyanakkor Asszíria még az óasszír kor végnapjait élte, nem volt jelentős hatalom, Babilonban pedig a II. tengerföldi dinasztia küzdött a kasszitákkal.
Suttarna azonban I. Szuppiluliumasztól jelentős vereségeket szenvedett. Ezzel Mitanni visszaszorult Nyugat-Mezopotámiába, szíriai vazallusait elvesztette. Ugyanakkor e vereséget kihasználva I. Assur-uballit jelentős területeket hódított meg Kelet-Mitanniban, így a hurri királyság másodrendű hatalommá vált.
Suttarnát legidősebb fia, Artasumara követte a trónon, akit rövid, szerencsétlen uralkodás után másik fia, Tusratta követett. Talán az ő fia volt II. Artatama is, aki Tusratta uralmát megdöntötte.